# 309704 Baruffetti
309704 Baruffetti este o planetă minoră (asteroid) din centura de asteroizi. A fost descoperită pe 29 martie 2008 la San Marcello de Luciano Tesi⁠(d). 
Obiectul prezintă o orbită caracterizată de o semiaxă mare de 3,062919220275 UAi, o excentricitate de 0,04, o înclinație de 10,6 ° în raport cu ecliptica.